# Dilemma (band)
Dilemma is een Nederlandse progressieve rockband, bekend om hun ingewikkelde muzikale composities en dynamische live-optredens. De band mengt melodieuze rock met progressieve elementen, wat resulteert in een unieke sound die hen een toegewijde aanhang heeft opgeleverd.

## Geschiedenis

### Oprichting en vroege jaren (1991–2002)
Dilemma werd opgericht in Barneveld, Nederland, in 1991. Ze brachten in 1993 een cassette-only album uit, getiteld Trapped, met een rechttoe rechtaan rockgeluid. Hun tweede album, Imbroccata, uitgebracht in 1995, markeerde hun stap naar progressieve rock en bracht hen aanzienlijke aandacht, vooral in Japan. De band ging in 2002 uit elkaar maar kwam in 2012 weer bij elkaar voor een speciaal optreden tijdens het iO Pages Festival in De Boerderij in Zoetermeer, Nederland, en besloot hun muzikale reis voort te zetten.

### Heropleving enRandom Acts of Liberation(2018)
In 2018 bracht Dilemma Random Acts of Liberation uit, hun comeback-album na een lange pauze. Het album werd gemixt door Rich Mouser, bekend van zijn werk met Spock's Beard en Neal Morse. Het kreeg lovende kritieken en werd door drummer Mike Portnoy genoemd als een van de top-10 albums van het jaar. Na de release tourde Dilemma door Europa met Sons Of Apollo en Flying Colors, waarmee ze hun terugkeer in de progressieve rockscene bevestigden.

### The Purpose Paradox(2024)
Dilemma's nieuwste album, The Purpose Paradox, uitgebracht in 2024, bouwt voort op hun gevestigde geluid. Het album bevat bijdragen van nieuwe leden en is opgenomen met een focus op ingewikkelde arrangementen en emotionele diepgang. De band beschrijft het album als een reflectie van hun groei en evolutie door de jaren heen.

## Bandleden

### Huidige bezetting
- Robin Z – keyboards, oprichter
- Wudstik – zang
- Paul Crezee – gitaar
- Kristoffer Gildenlöw – bas
- Collin Leijenaar – drums, producer

### Voormalige leden
- Dec Burke – zang, gitaar (2018–2023)
- Erik van der Vlis – bas (2000–2023)
- Frank van Essen – drums (1991–1995)
- Erik Tolboom – gitaar (1991–1996)
- Kees Knoester – bas (1991–1998)
- Butler – zang (1991–2012)

## Discografie

### Studioalbums
- Imbroccata (1995)
- Random Acts of Liberation (2018)
- The Purpose Paradox (2024)

## Muzikale stijl en invloeden
De muziek van Dilemma staat bekend om zijn complexe arrangementen, waarin melodieuze rock wordt gecombineerd met progressieve elementen en sterke popstructuren. Ze halen inspiratie uit klassieke progressieve rockbands zoals Genesis, Marillion, en moderne invloeden zoals Dream Theater, Spock's Beard, Steven Wilson, en Frost*.

## Live-optredens
Dilemma heeft opgetreden op bekende podia en festivals door heel Europa, waaronder 013 in Tilburg en De Boerderij in Zoetermeer. Hun live-shows worden gekenmerkt door technische precisie en een boeiende podiumpresentatie. Een opmerkelijk optreden was in Cultuurpodium Boerderij in 2018, waar ze het voorprogramma verzorgden voor Sons Of Apollo. Hun set werd goed ontvangen en toonde hun mix van catchiness en complexiteit. Een ander belangrijk optreden was in 013 in Tilburg in 2019, waar ze het voorprogramma verzorgden voor Flying Colors. Ondanks technische problemen en de afwezigheid van hun leadzanger Dec Burke, gaf de band een lovenswaardig optreden. Bij hun optreden in december 2019 in Keulen speelde Dilemma als voorprogramma voor Flying Colors. De set van de band bevatte indrukwekkend gitaarwerk van Paul Crezee en werd gekenmerkt door het emotionele optreden van Wudstik, die de vaste zanger verving vanwege persoonlijke redenen. In 2023 trad Dilemma op tijdens het Marillion Weekend in Port Zélande, waar hun optreden positieve feedback kreeg vanwege de boeiende en dynamische podiumpresentatie, met name door de krachtige vocale uitvoering van Wudstik.

## Prijzen
In 2018 won Dilemma de iO Pages Prog Award voor hun album Random Acts of Liberation. De jury prees het doorzettingsvermogen, vakmanschap en het vermogen van de band om complexe instrumentale passages te combineren met toegankelijke melodieën, waardoor het album een uitblinker werd in het progressieve rockgenre.